# Knights of Badassdom
Knights of Badassdom (Brasil: Um Jogo Legendário ) é um filme americano de comédia de terror lançado em 2013, dirigido por Joe Lynch, escrito por Kevin Dreyfuss e Matt Wall. É estrelado por Ryan Kwanten, Steve Zahn, Peter Dinklage e Summer Glau.
O filme começou a ser produzido em julho de 2010, na cidade de Spokane, Washington. Teve seu primeiro trailer apresentado na San Diego Comic-Con 2011. Foi lançado em cinemas dos Estados Unidos a partir de 21 de janeiro de 2014 e para vídeo sob demanda/digitalmente em 11 de fevereiro de 2014.

## Sinopse
Os amigos Joe, Eric e Hung se dedicam a encontros LARP onde interpretam personagens medievais semelhantes aos do cultuado Dungeons & Dragons. Um livro de magias comprado pela internet deveria funcionar apenas como um acessório na brincadeira. Para a surpresa de todos, o grupo liberta uma vampira demoníaca e real através do livro, que realmente possui poderes mágicos. A confusão foge do controle quando os três tentam se organizar para derrotar a criatura.

## Elenco
- Ryan Kwanten como Joe
- Steve Zahn como Eric
- Peter Dinklage como Hung
- Summer Glau como Gwen
- Margarita Levieva como Beth / Súcubo
- Danny Pudi como Lando
- Jimmi Simpson como Ronnie
- Brett Gipson como Gunther
- Douglas Tait como Abominog
- Brian Posehn como Gilberto
- Khanh Doan como Andie